# Bruno Boulianne
Pour les articles homonymes, voir Boulianne.
Bruno Boulianne est un réalisateur et scénariste québécois né le 8 janvier 1970 à Rouyn-Noranda.

## Biographie
Bruno Boulianne grandit en Abitibi et a pour rêve d'enfance de devenir pilote de brousse. Il étudie plutôt un an en architecture (le métier de son père) avant de participer à l'édition "Europe-Asie" de l’émission La course destination monde en 1990-91. À son retour, il entreprend des études en communications à l'Université du Québec à Montréal, pendant lesquelles il se fait remarquer en réalisant Un cirque sur le fleuve. Il obtient son diplôme en cinéma et choisit de se consacrer au film documentaire.

## Filmographie

### Comme réalisateur
- 1993 : Un cirque sur le fleuve
- 1997 : Les toiles du labour
- 2000 : Aviature
- 2002 : Des hommes de passage
- 2004 : Le compteur d'oiseaux
- 2006 : L'homme est son projet
- 2006 : Le prix de l'exode
- 2007 : 50 tonnes d'épinettes
- 2010 : Bull's Eye
- 2011 : Le chant de la brousse
- 2011 : Ne touchez pas à mon église !
- 2014 : Un rêve américain[2]
- 2016 - 2017 : Marchés sur terre
- 2019 : L'art de la chasse
- 2025 : Machine de rêve

### Comme assistant-réalisateur
- 1999 : Alegria, le film

## Récompenses et nominations

### Récompenses
- Prix Claude-Jutra en 1993, pour Un cirque sur le fleuve
- Prix du meilleur espoir aux Rendez-vous du cinéma québécois en 1994, pour Un cirque sur le fleuve
- Grand Prix et Prix du Public au Festival international de films de Portneuf sur l’environnement en 2005, pour Le compteur d'oiseaux
- Prix ONF du meilleur film au festival Vues d'Afrique en 2007, pour Le prix de l'exode
- Prix Enviro au Festival international de films de Portneuf sur l’environnement en 2008, pour 50 tonnes d'épinettes
- Prix tremplin pour le monde ARTV au 28e Festival international du film sur l’art de Montréal en 2010, pour Bull's Eye